# تلوماتشوف (ناحیه دوماژلیتسه)
تلوماتشوف (به چکی: Tlumačov) یک منطقهٔ مسکونی در جمهوری چک است که در ناحیه دوماژلیتسه واقع شده‌است. تلوماتشوف ۱۱٫۸۷ کیلومتر مربع مساحت و ۴۱۸ نفر جمعیت دارد و ۴۶۰ متر بالاتر از سطح دریا واقع شده‌است.